# 1086年教宗選舉
1086年教宗選舉於1085年5月25日教宗額我略七世離世後舉行的教宗選舉。由於各項原因，這次選舉並沒有於教宗離世後的翌日舉行。

## 額我略七世離世

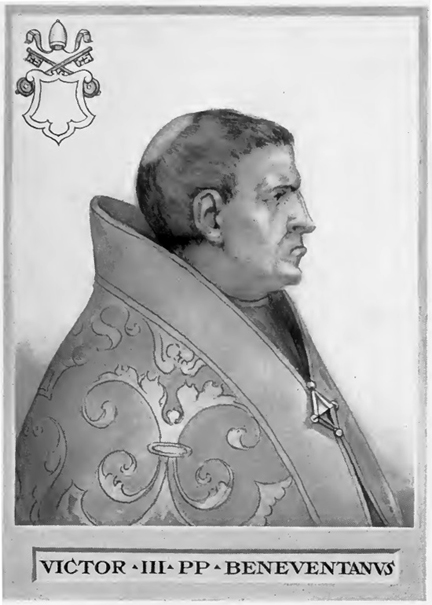
教宗維篤三世

1085年5月25日，流亡的教宗額我略七世於薩雷諾離世。額我略七世死前提名了2位神職人員作為他心目中的繼位者，分別為奧斯蒂亞教區主教厄德·德·拉格理和伊拉斯樞機。由於羅馬在這個時候正被神聖羅馬皇帝亨利四世支持的對立教宗克勉三世控制，所以這次教宗選舉於額我略七世離世一年後舉行，而於這一年的時間裏，教會一直處於宗座出缺的狀態。

## 樞機選舉人
根據由教宗尼古拉二世於1059年發布的教宗詔書《以上主之名》，主教級樞機是教宗選舉的唯一選舉人。以下為教宗額我略七世離世時的主教級樞機名單：
- 樞機團團長、奧斯蒂亞教區主教（英语：Cardinal-bishop of Ostia）厄德·德·拉格理[b]
- 薩賓娜羅馬城郊教區領銜主教烏瓦爾多希
- 波多羅馬城郊教區領銜主教若望
- 阿爾巴諾羅馬城郊教區領銜主教伯多祿·阿爾多布蘭（英语：Pietro Aldobrandini）
- 蘭寶諾羅馬城郊教區領銜主教若望·米努托（義大利語：Giovanni Minuto）

然而司鐸級樞機希望能夠參與選舉，並對《以上主之名》提出質疑，而教宗額我略七世澄清後司鐸級樞機不能參與選舉後，主教級樞機和司鐸級樞機的關係變得更差。當對立教宗克勉三世於羅馬即位為教宗後，他將額我略七世趕出羅馬，而額我略七世則過著逃亡生活。

## 維篤三世當選教宗
額我略七世離世後，羅馬市民將對立教宗克勉三世逐出羅馬並歡迎額我略七世的支持者回來。1086年5月，諾曼軍隊聯同額我略七世派系的樞機返回羅馬並準備召開教宗選舉。1086年5月24日，各樞機於施德索利奧的聖盧西亞教堂召開的選舉中選出卡西諾修院院長和提伯河西聖則濟利亞聖殿司鐸伊拉斯司鐸級樞機為新教宗，而樞機並沒有選擇額我略七世死前透露的人選作為教宗。伊拉斯樞機以「維篤三世」作為他的名號。4天後，由於候任教宗維篤三世不願處理羅馬帝國政府對其的威脅問題，他停止教宗工作並返卡西諾山退休。經過一段長時間後，他於1087年3月21日的卡普阿大會（英語：Synod of Capua）上讓步，並恢復教宗的工作。1087年5月9日，他在聖伯多祿大殿獲祝聖為主教。

## 後續
1087年8月，他於貝內文托召開會議並於會上宣布將對立教宗克勉三世絕罰，但在會議舉行期間病倒。他回到卡西諾山休養，並於同年9月16日離世。